# Jaroslav Šrámek
Plk. Jaroslav Šrámek (3. května 1929 – 16. února 2015) byl český vojenský pilot. Je prvním a jediným pilotem československého letectva, kterému se podařilo v souboji sestřelit proudové stíhací letadlo.
V letech 1948–1951 absolvoval Školu důstojnického dorostu v Liberci a Leteckou vojenskou akademii v Hradci Králové. Roku 1951 se přeškolil na proudovou techniku. V letectvu sloužil do roku 1989. Létal například na strojích typu MiG-15, MiG-23 a L-29.
Svého vítězství Šrámek dosáhl 10. března 1953 nedaleko Domažlic. Ten den se účastnil cvičného letu nad československým územím (v oblasti Šumavy). Pilotoval stíhací letoun MiG-15bis, přičemž v druhém stroji stejného typu seděl Milan Forst. Během letu MiGy zasáhly proti dvojici amerických stíhacích letadel F-84E Thunderjet, letící v československém vzdušném prostoru. Českoslovenští piloti je pronásledovali a Thunderjety se rozdělily. Jednomu se podařilo uniknout, zatímco druhý, pilotovaný Američanem G. A. Brownem, Šrámek sestřelil salvou kanónů svého MiGu. Pilot se katapultoval.